# Björnselet
Björnselet är en sjö i Vilhelmina kommun i Lappland och ingår i Ångermanälvens huvudavrinningsområde. Björnselet ligger i Marsfjället Natura 2000-område.